# Notre-Dame-de-Bondeville
Notre-Dame-de-Bondeville – miejscowość i gmina we Francji, w regionie Normandia, w departamencie Sekwana Nadmorska.
Według danych na rok 1990 gminę zamieszkiwały 7584 osoby, a gęstość zaludnienia wynosiła 1208 osób/km² (wśród 1421 gmin Górnej Normandii Notre-Dame-de-Bondeville plasuje się na 41. miejscu pod względem liczby ludności, natomiast pod względem powierzchni na miejscu 587.).